# Oppenheimer Blue
Der Oppenheimer Blue („Oppenheimer Blauer“) ist ein blauer geschliffener Diamant mit 14,62 Karat, der bei einer Auktion im Mai 2016 für eine Rekordsumme von 56,837 Millionen Schweizer Franken versteigert wurde. Der Diamant ist nach seinem früheren Besitzer Philip Oppenheimer (* 29. Oktober 1911; † 8. Oktober 1995 in London) benannt.
Der Oppenheimer Blue wurde vom Gemological Institute of America als größter Diamant der Farbe „fancy vivid blue“ klassifiziert, die durch einen klassischen  Facettenschliff, genau genommen ein Treppenschliff, betont wird. Für den Oppenheimer Blue wird eine vvs1-Reinheit angegeben, d. h. Einschlüsse sind auch bei zehnfacher Vergrößerung nur sehr, sehr schwer zu erkennen. Eingefasst ist der Stein in einem Ring, dessen Design aus dem Haus Fulco di Verdura, einem 1939 in New York gegründeten Geschäft des gleichnamigen Juweliers, stammt.